# Мантія молюсків
.

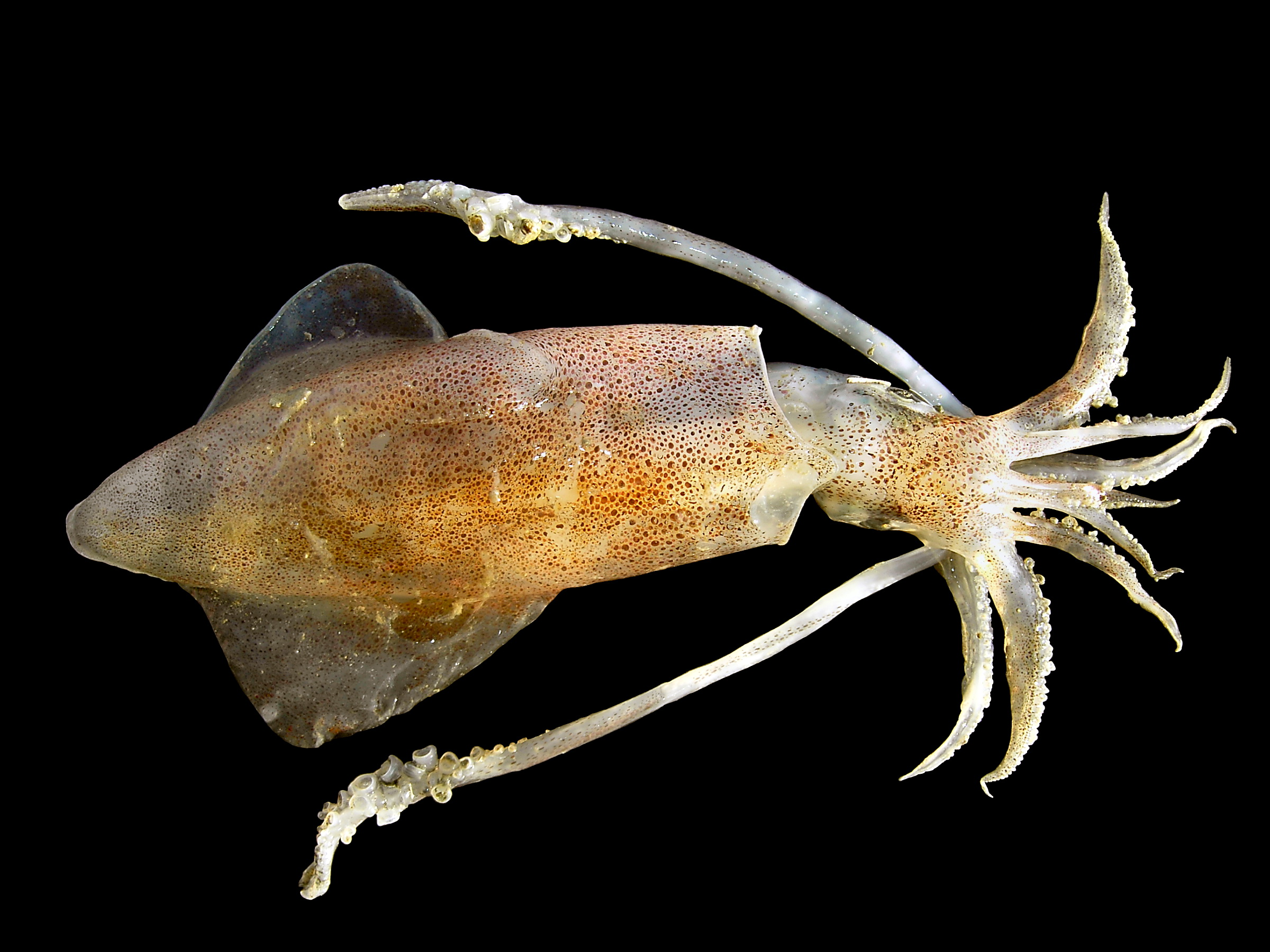
Європейський кальмар (Loligo vulgaris). Мантія — це все, що видно за головою: зовнішня стінка тіла та плавники є частиною мантії.

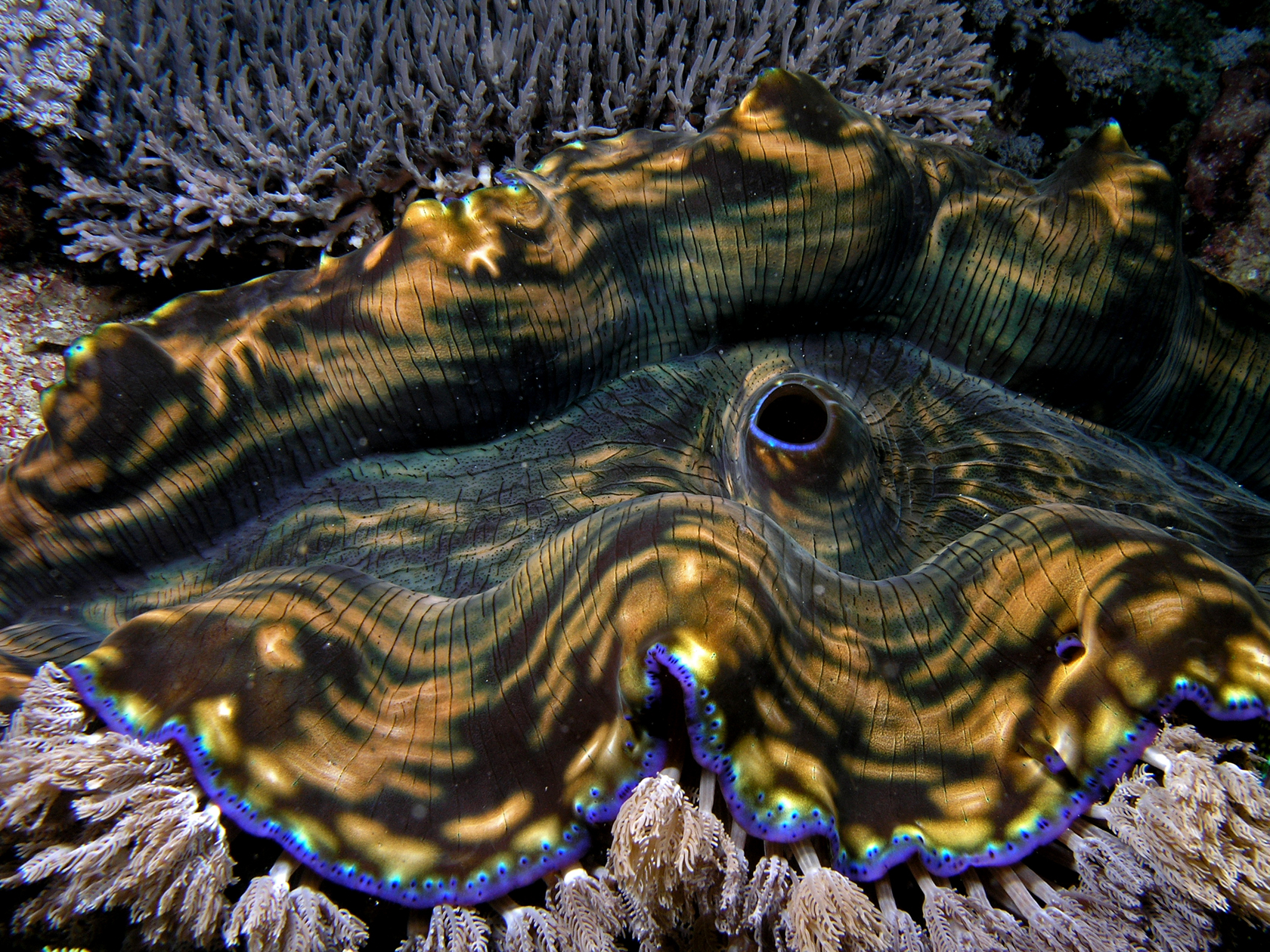
Яскраво забарвлена мантія гігантського молюска захищає його від яскравого сонячного світла.

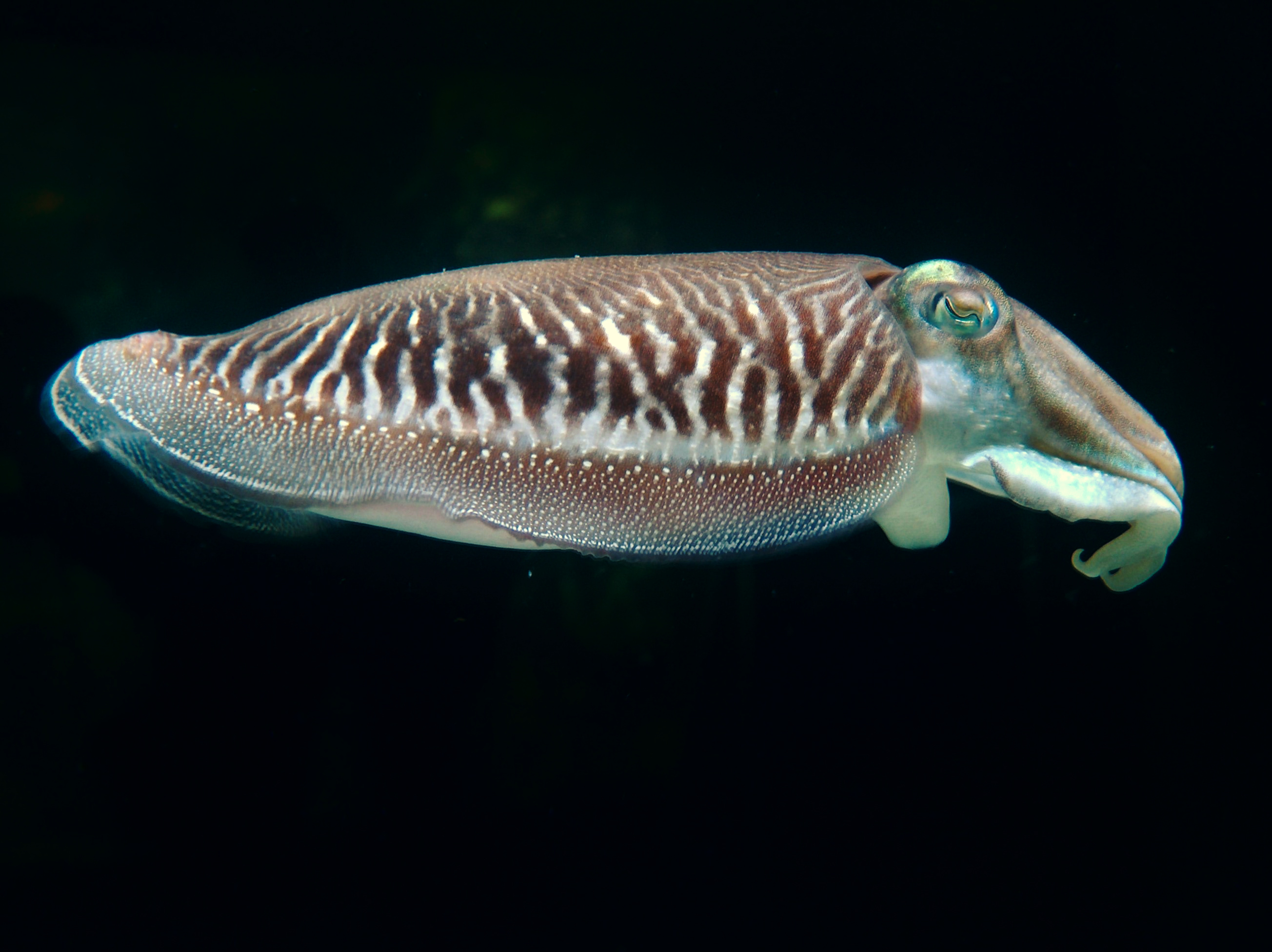
Каракатиця використовує свою мантійну порожнину для реактивного руху

На зовнішній поверхні мантії знаходяться залози, які у багатьох видів виділяють речовини, що утворюють зовнішній скелет — вапняну мушлю або окремі вапняні спікули. У головоногих скелет переважно прихований під мантією.
Шар, прирослий по спинній стороні до тулуба, утворює по боках тіла дві складки, які зростаються на черевній стороні. Складки мантії утворюють кишеню — «мантійну порожнину». Зазвичай в цій порожнині знаходяться зябра, а у легеневих черевоногих молюсків мантійна порожнина функціонує як легеневий мішок.